# Gerónimo
Gerónimo (idioma desconegut: Goyaałé)  (riu Gila, 16 de juny de 1829 - Fort Sill, 17 de febrer de 1909) va ser un líder prominent dels apatxes bedonkohe, que va lluitar contra Mèxic i Texas per la seva extensió a les terres tribals apatxes diverses dècades durant les guerres apatxes. Gerónimo era el nom que li donaren durant una batalla amb els soldats mexicans. El nom chiricahua de Gerónimo es coneix sovint com a Goyathlay o Goyahkla. Després d'un atac mexicà a la seva tribu, en què els soldats van matar la seva mare, la seva dona Alope i els seus tres fills el 1851, Gerónimo es va unir a una sèrie d'atacs de venjança contra els mexicans.
El 1886, després d'una llarga persecució, Gerónimo es va lliurar a les autoritats oficioses texanes com a presoner de guerra. Ja vell, es va convertir en una celebritat, apareixent en fires, però mai se li va permetre tornar a la seva terra de naixement. Gerónimo va morir el 1909 per complicacions de pneumònia a Fort Sill, Oklahoma.

## Primers anys

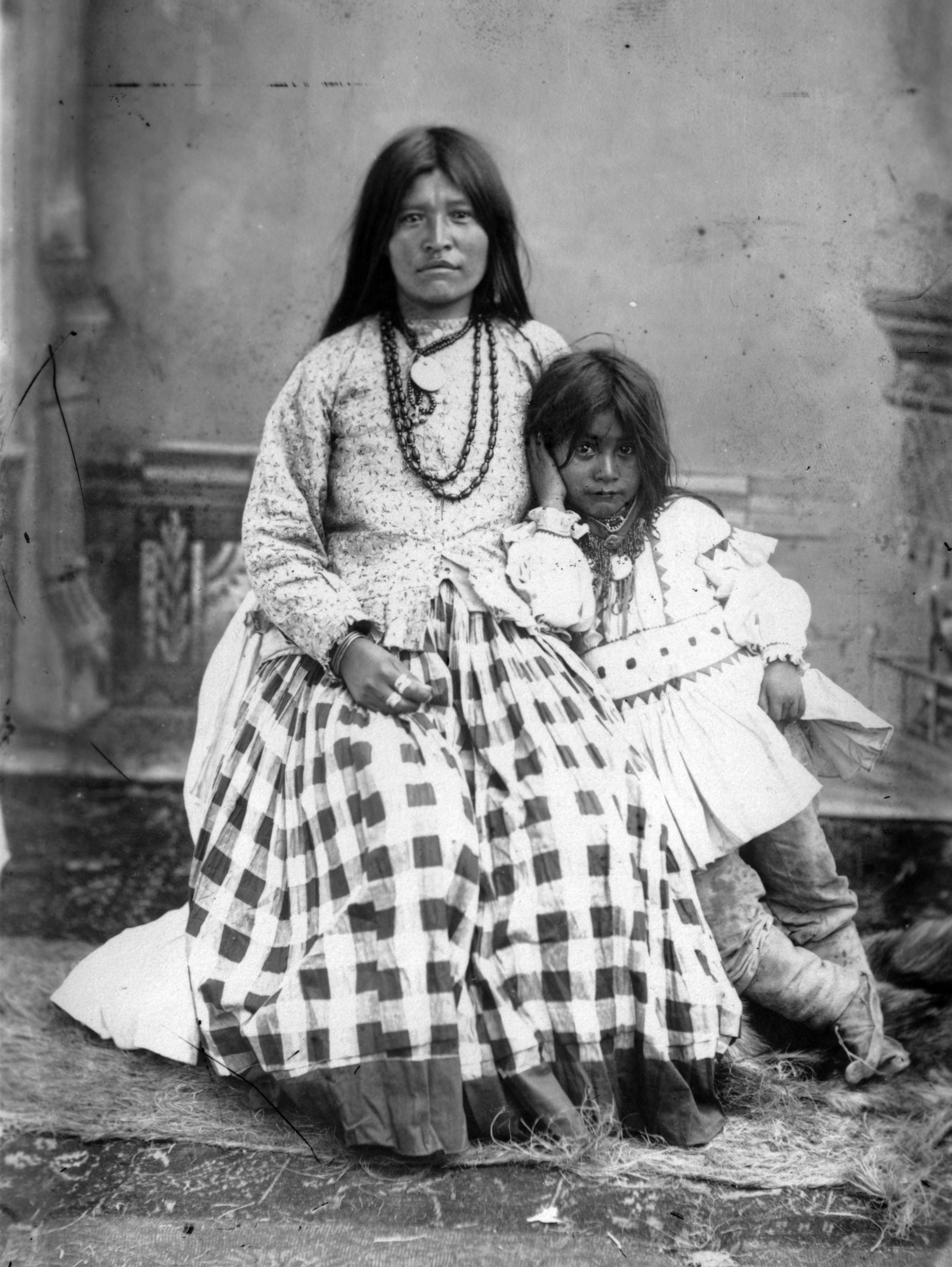
Ta-ayz-slath, esposa de Gerónimo, i fill

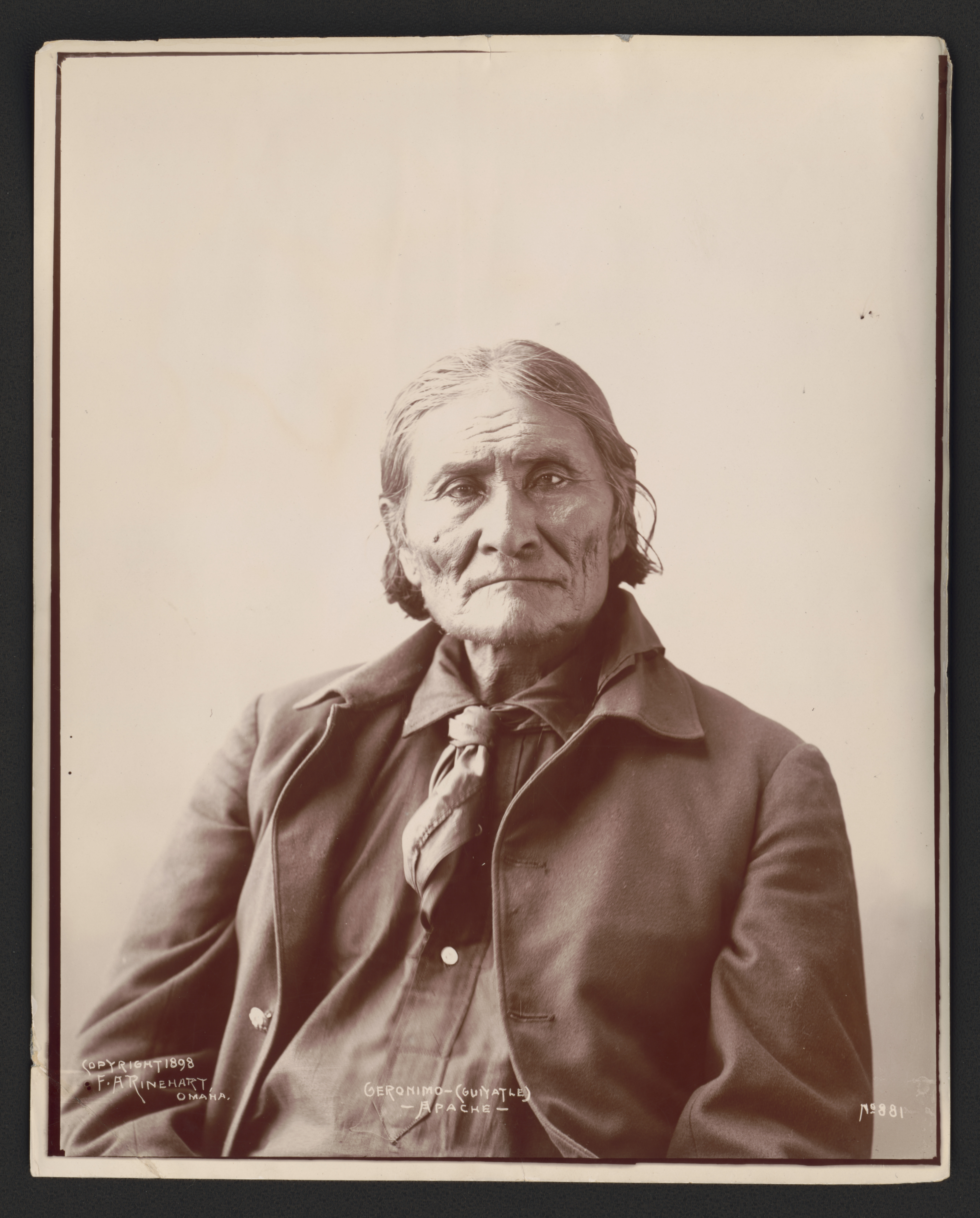
Gerónimo, líder apatxe chiricahua. Fotografia de Frank A. Rinehart, 1898

Gerónimo va néixer dins la banda apatxe dels bedonkohe vora Turkey Creek, un tributari del riu Gila en l'actual estat de Nou Mèxic, aleshores part de Mèxic. El seu avi (Mahko) havia estat cap dels apatxes bedonkohe. Tenia tres germans i quatre germanes.
Els pares de Gerónimo l'educaren seguint les tradicions apatxes; després de la mort del seu pare, la seva mare el va portar a viure amb els chihenne i es va criar amb ells. Gerónimo es va casar amb una dona anomenada Alope, de la banda nedni-chiricahua, quan tenia 17 anys; van tenir tres fills. El 6 de març de 1851, una companyia de 400 soldats mexicans de Sonora dirigida pel coronel José María Carrasco va atacar el campament de Goyahkla fora de Janos, mentre els homes eren comerciant a la ciutat. Entre els morts, hi havia la seva dona, fills i mare. La pèrdua de la seva família va portar Gerónimo a odiar tots els mexicans per la resta de la seva vida; ell i els seus seguidors freqüentment atacaven i mataven qualsevol grup de mexicans que es trobaven. Recordant el moment en què la seva banda estava en pau amb els mexicans, Gerónimo recordava l'incident de la manera següent:
Una tarda, en tornar de la ciutat, ens trobàrem amb un parell de dones i nens que ens van explicar que les tropes mexicanes d'una altra ciutat havien atacat el nostre campament; havien matat tots els guerrers de la guàrdia, capturat tots els nostres ponis, robades les nostres armes, destruït les nostres provisions, i matat molts dels nostres nens i dones. Ràpidament ens vam separar, ocultant-nos el millor que vam poder fins a la nit; quan ens reunírem en el nostre lloc designat de trobada -un matoll al costat del riu-, en silenci vam arribar d'un en un, es van col·locar sentinelles, i quan tot es va explicar, em va semblar que la meva mare, la meva jove esposa, i els meus tres fills petits estaven entre els morts.
El cap de Gerónimo, Mangas Coloradas, l'envià a la banda de Cochise per ajudar-lo a venjar-se dels mexicans. Fou durant aquest incident quan va rebre el nom Gerónimo. Aquesta denominació es deriva d'una batalla en la qual, fent cas omís d'una pluja mortal de bales, va atacar en diverses ocasions els soldats mexicans amb un ganivet. L'origen del nom és font de controvèrsia entre els historiadors; alguns afirmen que era l'apel·lació per part dels soldats de San Geronimo per obtenir ajuda. D'altres afirmen que procedeix de la mala pronunciació del seu nom dels soldats mexicans.
Gerónimo es casà amb Chee-hash-kish i va tenir dos fills, Chappo i Dohn-say. Més tard va tenir una altra esposa, Nana-tha-thtith, amb qui va tenir un fill. Després, va tenir una altra esposa anomenada Zi-yeh al mateix temps que una altra esposa, She-gha, una altra anomenada Shtsha-she i després una altra anomenada Ih-tedda. La novena i última esposa de Gerónimo es deia Azul.

### Religió
Gerónimo va ser educat en la religió tradicional del bedonkohe. Quan se li va preguntar sobre els seus punts de vista sobre la vida després de la mort, va escriure en la seva autobiografia (1905):
 Quant a l'estat futur, els ensenyaments de la nostra tribu no eren específics, és a dir, no teníem cap idea definida de les nostres relacions i voltants després de la vida. Crèiem que hi ha una vida després d'aquesta, però ningú mai em va dir quina part de l'ésser humà viuria després de la mort... nosaltres sostenim que la descàrrega del deure d'algú faria la seva vida futura més agradable, però si la vida futura és pitjor o millor que aquesta no ho sabem, i ningú era capaç de dir-nos-ho. Teníem l'esperança que en el futur les relacions entre la vida, la família i la tribu es reprendrien. D'alguna manera vam creure això, però nosaltres no ho sabíem.
En els seus últims anys, Gerónimo va abraçar el cristianisme, i va afirmar: 
 Des que la meva vida com a pres ha començat, he escoltat els ensenyaments de la religió de l'humà blanc, i en molts aspectes crec que és millor que la religió dels meus pares. Creient que d'una manera sàvia és bo anar a l'església, i que associar-me als cristians milloraria el meu caràcter, he adoptat la religió cristiana. Crec que l'Església m'ha ajudat molt durant el breu temps que n'he estat un membre. No m'avergonyeixo de ser cristià, i m'alegra saber que el president dels Estats Units és cristià, ja que sense l'ajuda del Totpoderós penso que no podria jutjar correctament en governar tanta gent. He aconsellat a tota la meva gent que no és cristiana que estudiï aquesta religió, perquè em sembla la millor religió que permet viure rectament.
Es va unir a l'Església reformada neerlandesa el 1903, però quatre anys més tard en fou expulsat per practicar el joc. Cap al final de la seva vida semblava abrigar sensacions religioses ambivalents, dient als missioners cristians en una reunió de campament d'estiu el 1908 que volia començar de nou, mentre que al mateix temps deia als membres de la seva tribu que tornava a la vella religió apatxe.

## La vida després de la massacre de Kas-Ki-Yeh
Les primeres incursions apatxes a Sonora i Chihuahua van tenir lloc durant el segle xvii. Per fer front a les primeres incursions apatxes als assentaments espanyols es van establir presidis a Janos (1685) a l'estat de Chihuahua i a Fronteras (1690), al país dels ópates del nord. El 1835, Mèxic havia ofert una recompensa pels cuirs cabelluts apatxes. Dos anys més tard, Mangas Coloradas es va convertir en cap principal i líder de guerra i va començar una sèrie d'atacs de represàlia contra els mexicans. Les incursions apatxes en els pobles mexicans eren tan nombroses i brutals que cap zona era segura. Només entre 1820 i 1835 uns 5.000 mexicans van morir en incursions apatxes, i 100 assentaments foren destruïts. Com a cap de guerra, Gerónimo era notori per instar batudes i guerra a les províncies de Mèxic i més tard contra posicions estatunidenques al sud-oest.
Els atacs i contraatacs eren habituals. Al desembre de 1860, trenta miners van llançar un atac sorpresa contra un campament d'apatxes bedonkohes a la riba oest del riu Mimbres. Segons l'historiador Edwin R. Sweeney, els miners "... van matar quatre indis, en feriren d'altres i capturaren tretze dones i nens." La represàlia apatxe va continuar de nou, amb incursions contra ciutadans i propietats nord-americans.
| «                                                            | Una tarda, en tornar de la ciutat, ens trobàrem amb un parell de dones i nens que ens van explicar que les tropes mexicanes d'una altra ciutat atacaren el nostre campament, havien matat tots els guerrers de la guàrdia, capturat tots els nostres ponis, robades les nostres armes, destruït les nostres provisions, i matat molts dels nostres nens i dones. Ràpidament ens vam separar, ocultant-nos el millor que vam poder fins a la nit, quan ens reunírem en el nostre lloc designat de trobada -un matoll al costat del riu. En silenci vam arribar d'un en un, es van col·locar sentinelles, i quan tot es va explicar, em va semblar que la meva mare, la meva jove esposa, i els meus tres fills petits estaven entre els morts. No hi havia llums al campament, per la qual cosa em vaig allunyar en silenci sense ser vist i em vaig parar al costat del riu. Quant de temps em vaig quedar allà, no ho sé, però quan vaig veure els guerrers organitzar un consell vaig ocupar el meu lloc. | » |
| — -Geronimo, Geronimo's story of his life, Kas-Ki-Yeh, 1909. | |   |

Segons National Geographic, "el governador de Sonora afirmà el 1886 que, en els últims cinc mesos de carrera salvatge de Gerónimo, la seva banda de 16 guerrers sacrificà de 500 a 600 mexicans."
| «                                                          | He assassinat molts mexicans; no sé quants, perquè sovint no els compto. Alguns d'ells no val la pena comptar-los. Ha passat molt de temps des d'aleshores, però encara no tinc amor pels mexicans. Per mi sempre han estat traïdors i maliciosos. | » |
| — -Geronimo, My Life: The Autobiography of Geronimo, 1905. | |   |

### Massacre a Casa Grande
El 1873 els mexicans atacaren un cop més els apatxes. Després de mesos de lluita a les muntanyes, apatxes i mexicans van decidir un tractat de pau a Casa Grande. Després que van ser acordats els termes, els mexicans van donar mescal als apatxes i mentre estaven intoxicats, les tropes mexicanes van atacar i van matar vint apatxes i van capturar-ne molts més. Els apatxes es van veure obligats a retirar-se a les muntanyes un cop més.

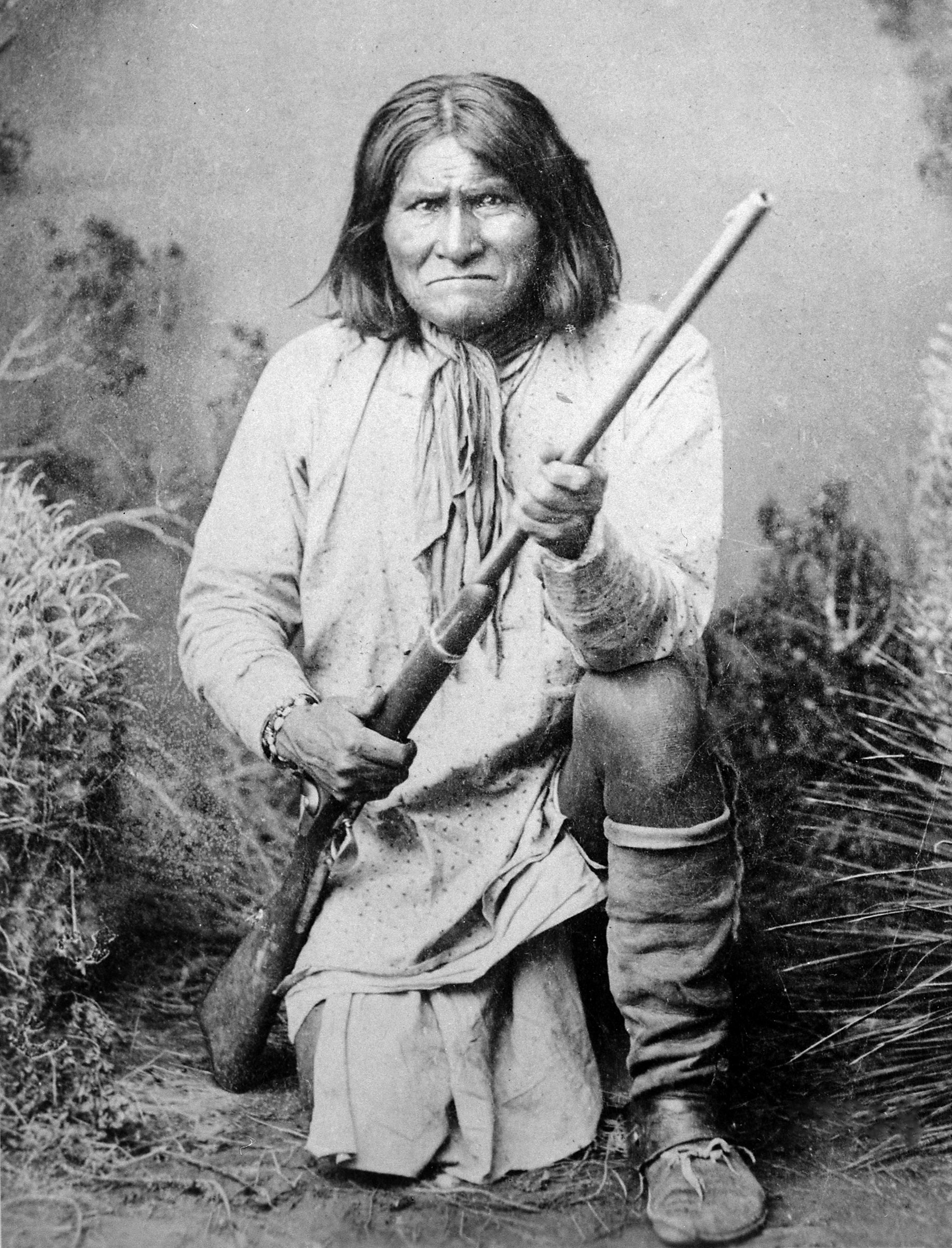
Gerónimo de genolls amb un fusell, 1887

Encara que superat en nombre, Gerónimo va lluitar contra les tropes de Mèxic i dels Estats Units, i es va fer famós per les seves gestes atrevides i nombroses fugides de captura de 1858 a 1886. Una d'aquestes fugides, segons la llegenda, va tenir lloc a les muntanyes Robledo del sud-oest de Nou Mèxic. La llegenda indica que Gerónimo i els seus seguidors van entrar en una cova, i els soldats nord-americans els esperaven fora de l'entrada de la cova, però mai va sortir. Més tard, van saber que Gerónimo va ser vist fora, a prop. La segona entrada a través de la qual escaparen encara no s'ha trobat i la cova encara es diu cova de Gerónimo, tot i que no hi ha referències a aquest esdeveniment ni s'ha trobat aquesta cova en els registres històrics i orals. A més, hi ha moltes històries d'aquest tipus amb altres coves que fan referència a aquest estat que Gerónimo o altres apatxes van entrar escapant de les tropes, però no se'ls va veure sortir. Aquestes històries són, amb tota probabilitat, apòcrifes.
| «                                                                         | Després d'aproximadament un any, van sorgir alguns problemes entre ells i els indis, i vaig prendre el camí de la guerra com un guerrer, no com un cap. No havia estat ferit, però alguns del meu poble sí, i vaig lluitar amb la meva tribu; tant per als soldats com pels que no ho eren, els indis eren culpables. | » |
| — -Geronimo, Geronimo's story of his life, Coming of the White Men, 1909. | |   |

Al final de la seva carrera militar, va dirigir un petit grup de 38 homes, dones i nens. Es van evadir de milers de soldats mexicans i nord-americans durant més d'un any, convertint-se en el més famós dels nadius americans de l'època, cosa que li va valer el títol d'"el pitjor indi que mai hagi viscut" entre els colons blancs. Segons James L. Haley, "al voltant de dues setmanes després de la fugida, es va produir un informe sobre una família massacrada prop de Silver City; una nena va ser capturada amb vida i penjada d'un ganxo de carn encallat sota la base del seu crani." La seva banda era una de les últimes majors forces de guerrers amerindis independents que refusaren acceptar l'ocupació de l'Oest americà pels Estats Units.

### Campanya de Gerónimo

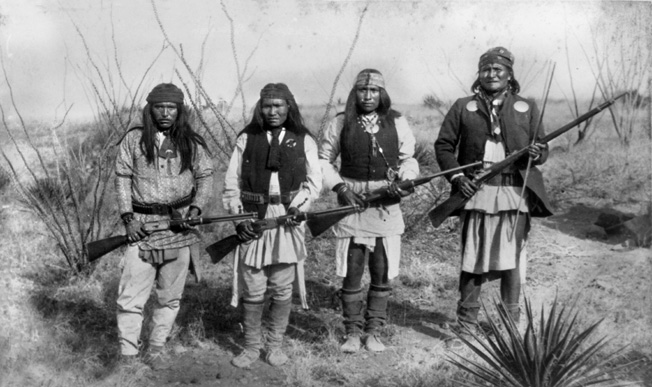
El cap apatxe Gerónimo (dreta) representat amb un petit grup de seguidors al nord de Mèxic el 1886

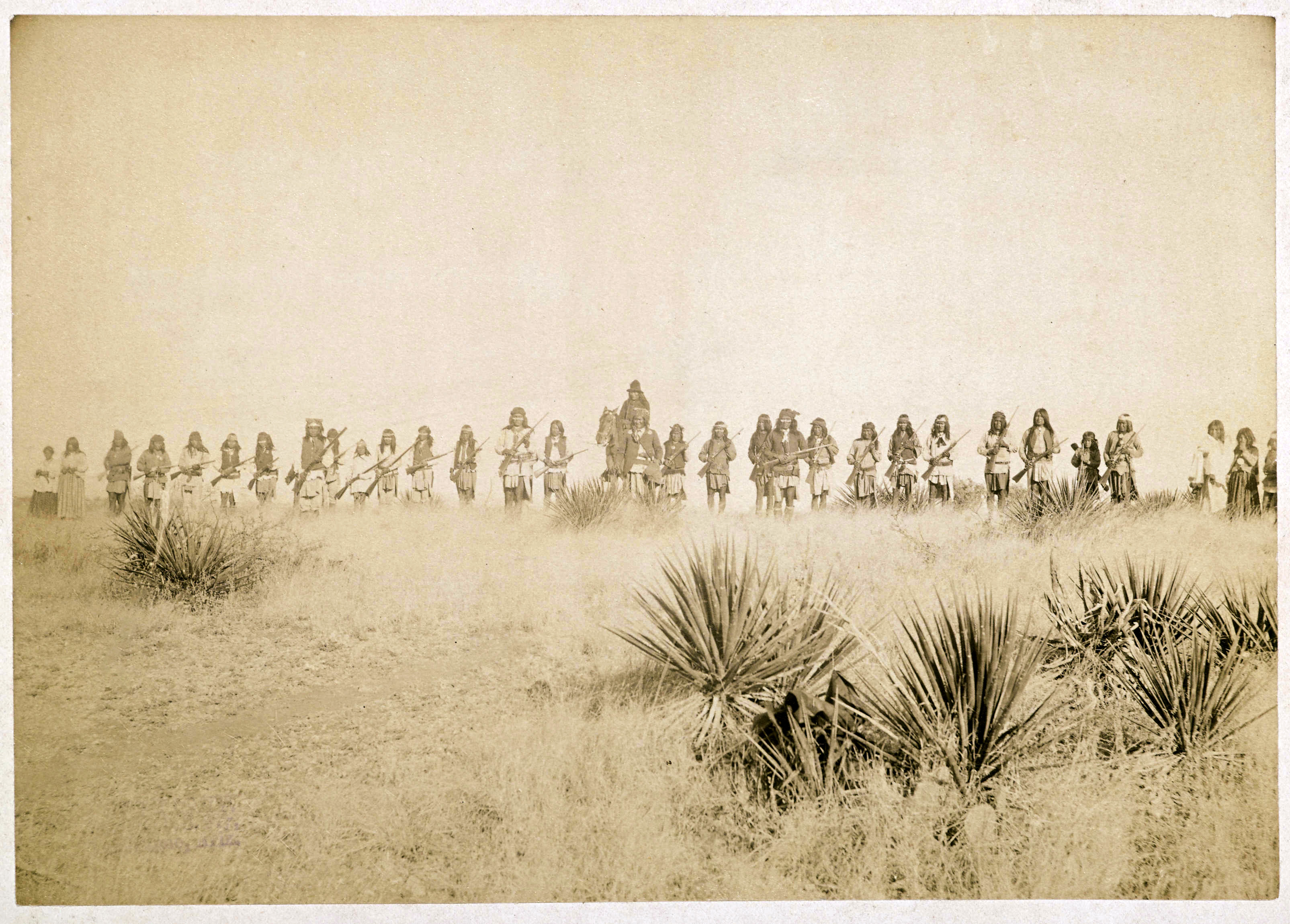
Foto de Gerónimo i els seus guerrers, presa després de la rendició davant el gen. Crook, el 27 de març de 1886, a les muntanyes de sierra Madre de Mèxic

L'exèrcit amb exploradors apatxes perseguí Gerónimo i el seu petit grup, inicialment sota el comandament del general George Crook. Gerónimo va negociar una "rendició amb el general Crook, però va fugir l'endemà al matí amb una petita part dels seus seguidors." Aleshores, el general Nelson A. Miles va ser cridat per comandar les forces nord-americanes. El 1886, el general Miles seleccionà el capità Henry Lawton, al comandament de la tropa B, 4t de cavalleria, al fort Huachuca, i el primer tinent Charles B. Gatewood, per liderar l'expedició que va portar Gerónimo i els seus seguidors de nou al sistema de reserva per a un temps final. Lawton va rebre ordres de dirigir accions al sud de la frontera entre Estats Units i Mèxic, on es pensava que Gerónimo es refugiava de les autoritats nord-americanes amb un petit grup dels seus seguidors. Lawton havia de perseguir, sotmetre i tornar Gerónimo als Estats Units, viu o mort.
L'informe oficial de Lawton de 9 de setembre de 1886 resumeix les accions de la seva unitat i li dona crèdit a un nombre dels seus soldats pels seus esforços. Gerónimo es va rendir a Gatewood perquè Gatewood era ben conegut per Gerónimo, parlava una mica apatxe, i estava familiaritzat a honrar les seves tradicions i valors. Va reconèixer la tenacitat de Lawton per rendir els apatxes amb la recerca constant. Gerónimo i els seus seguidors tenien poc o gens de temps per descansar o romandre en un sol lloc. Completament esgotada, la petita banda d'apatxes tornà als Estats Units amb Lawton i oficialment es va rendir al general Miles el 4 de setembre 1886 a Skeleton Canyon, Arizona.
| «                                                                               | El general Crook en va dir: "Per què vau marxar de la reserva?" Li vaig dir: "Vostè em va dir que jo podria viure a la reserva igual que els blancs, durant un any vaig plantar una collita de blat de moro, recopilar i emmagatzemar, i l'any següent vaig conrear civada, i quan la collita estava gairebé llesta, vau dir als soldats que em fiquessin a la presó, i si em resistia, que em matessin. Si m'haguéssiu deixat sol, ara estaria en bones condicions, però en comptes d'això vostè i els mexicans em caceu amb soldats". | » |
| — -Geronimo, Geronimo's story of his life, In Prison and on the war path, 1909. | |   |

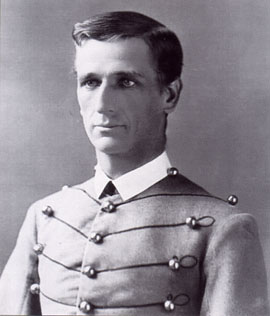
Charles B. Gatewood, conegut pels apatxes com a Bay-chen-daysen, "Nas llarg"

Quan Gerónimo es va lliurar, tenia en el seu poder un rifle Winchester Model 1876 d'acció de palanca amb un canó i receptor rentat de plata, que porta el número de sèrie 109.450. Es troba en exhibició a l'Acadèmia Militar dels Estats Units de West Point (Nova York). A més, tenia un revòlver Colt Single Action Army, amb acabat de níquel i culata d'ivori que porta el número de sèrie 89.524, i un ganivet Bowie de Sheffield, amb tipus de daga de fulla i mànec de cérvol feta per George Wostenholm en una cartutxera de plata elaborada. El revòlver, la cartutxera i el ganivet s'exhibeixen al museu de fort Sill.
| «                                                                         | Els indis sempre van tractar de viure en pau amb els soldats i els colons blancs. Un dia, durant el temps en què els soldats estaven apostats a Apache Pass, vaig fer un tractat amb el lloc. Això es va fer amb una encaixada de mans i amb la promesa de ser germans. Cochise i Mangas Coloradas van fer el mateix. No sé el nom de l'oficial al comandament, però aquest va ser el primer regiment que va arribar a Apache Pass. Aquest tractat va ser fet al voltant d'un any abans que ens ataquessin en una tenda de campanya, com l'anterior vegada. En pocs dies després de l'atac a Apache Pass, ens organitzarem a les muntanyes i vam tornar a lluitar contra els soldats. | » |
| — -Geronimo, Geronimo's story of his life, Coming of the White Men, 1909. | |   |

Encara hi ha el debat si Gerónimo es va rendir incondicionalment o no. Va declarar en les seves memòries que el seu poble quan es va rendir havia estat enganyat, i que el seu lliurament com a presoner de guerra va ser condicionat en presència de testimonis no impugnats (especialment el general Stanley). El general Oliver O. Howard, cap de la divisió del Pacífic de l'exèrcit dels Estats Units, va dir per la seva part que la rendició de Gerónimo va ser acceptada com la d'un bandit perillós i sense condicions. El relat de Howard va ser impugnat davant el senat dels Estats Units.

### Presoner de guerra

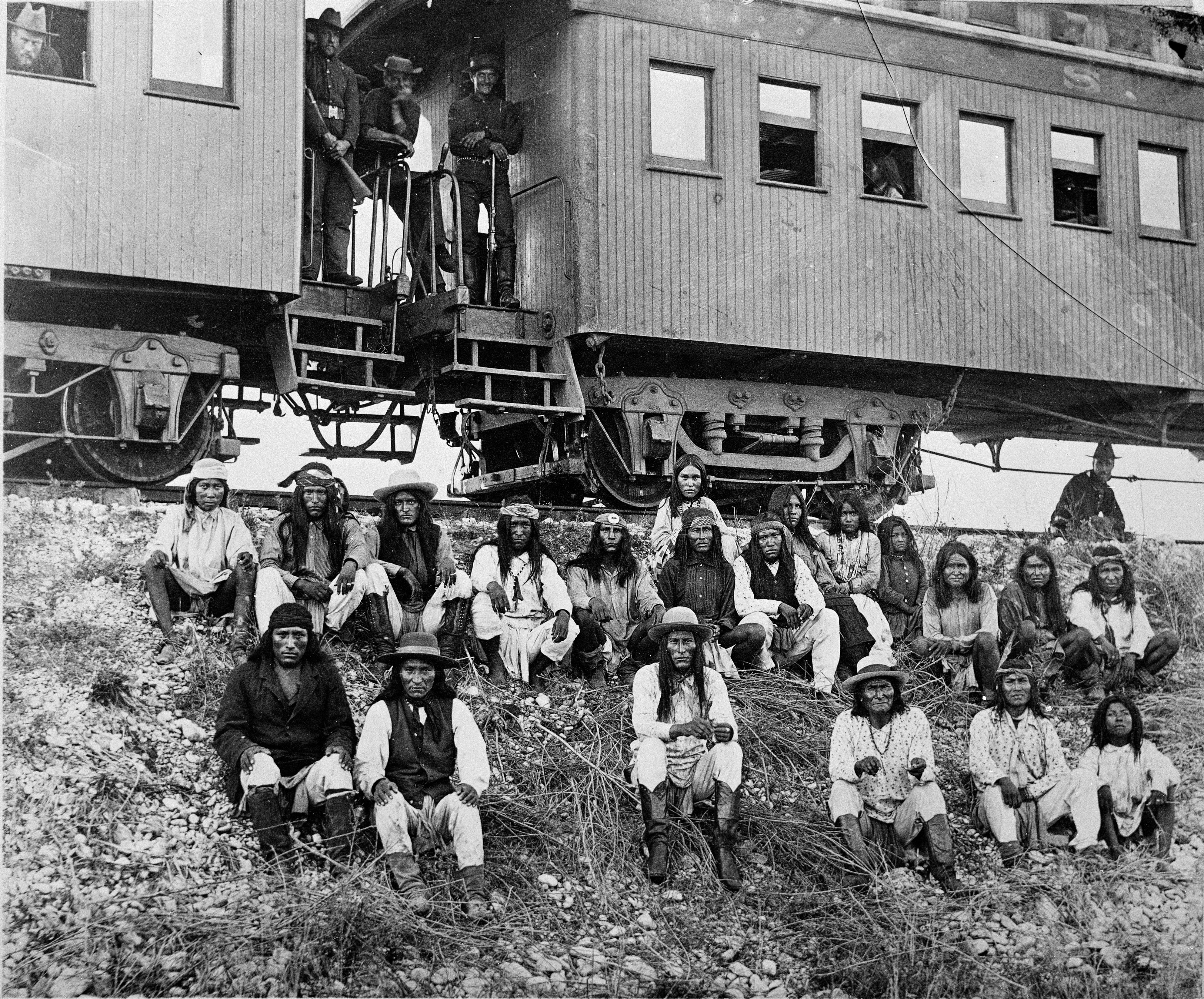
Banda d'apatxes presoners a la parada de descans al costat del ferrocarril Sud del Pacífic, prop del riu Nueces, Texas (Gerónimo és el tercer des de la dreta, al davant), 10 de setembre de 1886

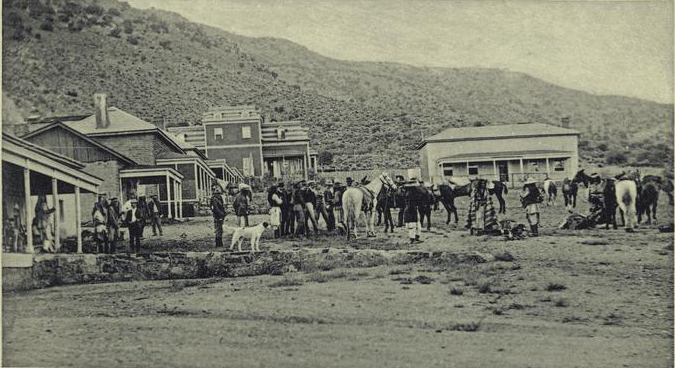
Geronimo marxa a Florida des de Fort Bowie, Arizona

Gerónimo i altres apatxes, inclosos els exploradors apatxes que havien ajudat l'exèrcit a localitzar-lo, van ser enviats com a presoners a fort Sam Houston, a San Antonio, Texas. L'exèrcit els va mantenir allà durant unes sis setmanes abans que fossin enviats a fort Pickens, Pensacola (Florida), i la seva família va ser enviada a fort Marion. Foren reunits el maig de 1887 i van ser traslladats a la caserna Mount Vernon prop de Mobile (ciutat d'Alabama) durant set anys. El 1894, van ser traslladats a fort Sill, Oklahoma. En la seva vellesa, Gerónimo va esdevenir una celebritat. Va aparèixer a les fires, com a la Fira Mundial de 1904 de St. Louis, on, segons informes, va muntar una roda de la fortuna i va vendre records i fotografies seves. No obstant això, no se li va permetre tornar a la terra d'origen. Va cavalcar en la desfilada inaugural del president Theodore Roosevelt el 1905.
El 1905, Gerónimo va decidir explicar la seva història a S. M. Barrett, Superintendent d'Educació a Lawton (Oklahoma). Barrett va haver d'apel·lar al president Roosevelt per obtenir permís per publicar el llibre. Gerónimo anava a cada entrevista sabent exactament el que volia dir. Es va negar a respondre a les preguntes o alterar la seva narrativa. Barrett no semblava tenir massa llibertats amb la història de Gerónimo segons la traducció d'Asa Daklugie. Frederick Turner reedità aquesta autobiografia, eliminant algunes de les notes al peu de Barrett i va escriure una introducció per als lectors no apatxes. Turner assenyala que el llibre està en l'estil d'un apatxe recitant part de la seva història oral.

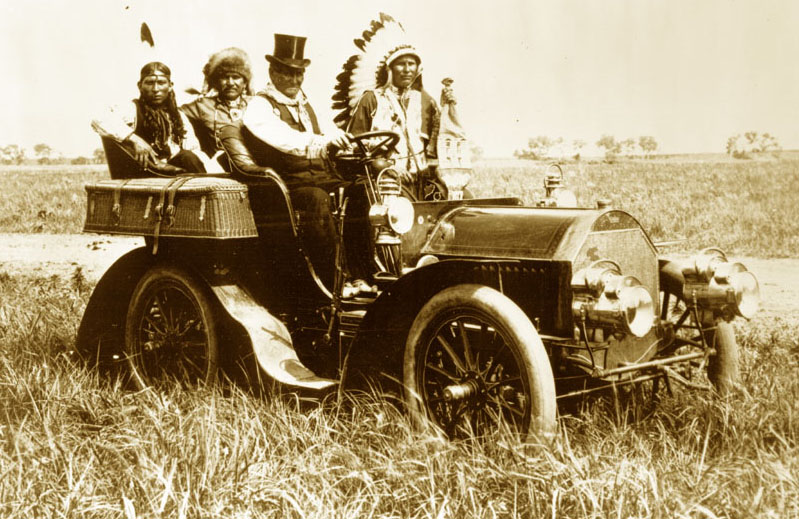
Gerónimo el 1905 en un automòbil model C, al ranxo 101 dels germans Miller, al sud-oest de Ponca City, Oklahoma, l'11 de juny

| «                                                                     | Quan em van preguntar d'assistir a la Fira Mundial de St. Louis d'antuvi no hi volia anar. Més tard, quan em van dir que rebria una bona atenció i protecció, i que el president dels Estats Units va dir que estaria bé, vaig consentir-hi... Cada diumenge el president de la fira em buscava per anar a una demostració de l'oest salvatge. He participat en concursos davant de l'audiència. Hi havia moltes altres tribus indígenes allà, i gent estranya dels quals jo mai havia sentit parlar... estic feliç d'haver anat a la fira. Vaig veure moltes coses interessants i vaig aprendre molt de la gent blanca. Són un poble molt amable i pacífic. Durant tot el temps que vaig estar a la fira, ningú va intentar fer-me mal de cap manera. Si això hagués estat entre els mexicans, estic segur que hauria d'haver estat obligat a defensar-me sovint. | » |
| — -Geronimo, Geronimo's story of his life, At the World's Fair, 1909. | |   |

### Mort
En febrer de 1909 Gerónimo va caure del cavall mentre muntava a casa, i havia estat tota la nit a la intempèrie abans que un amic el va trobar molt malalt. Va morir de pneumònia el 17 de febrer de 1909, com a presoner dels Estats Units a fort Sill, Oklahoma. En el seu llit de mort, va confessar al seu nebot que lamentava la seva decisió de rendir-se. Les últimes paraules que va dir al seu nebot van ser: "Mai hauria d'haver-me rendit; hauria d'haver lluitat fins que jo fos l'últim home viu". Fou enterrat al cementiri de fort Sill (Oklahoma) al cementiri d'Indis Apatxes Presoners de Guerra.

## Presumpte robatori del crani

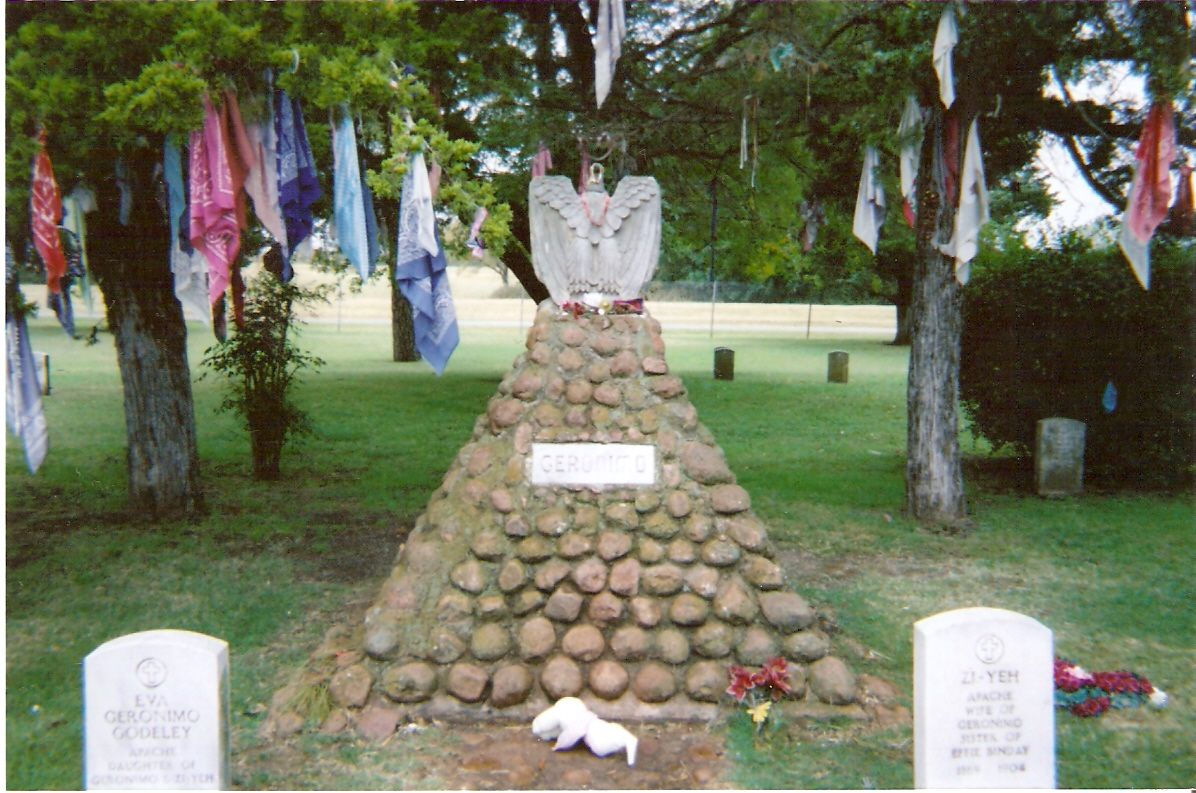
Làpida de Gerónimo a fort Sill, Oklahoma, el 2005

Sis membres de la societat secreta de Yale Skull and Bones, incloent-hi Prescott Bush, serviren com a voluntaris de l'exèrcit a fort Sill durant la Primera Guerra mundial. S'ha afirmat per diverses parts que van robar el crani de Gerónimo, alguns ossos, i altres articles, incloent-hi la preuada sivella plata de Gerónimo, del cementiri d'Indis Apatxes Presoners de Guerra a fort Sill (Oklahoma). Alexandra Robbins, autora d'un llibre sobre Skull and Bones, diu que aquest és un dels elements més plausibles, que sigui a la tomba de l'organització.
El 1986, l'antic cap tribal apatxe San Carlos Ned Anderson va rebre una carta anònima amb una fotografia i una còpia d'un llibre de registre al·legant que Skull & Bones tenia el crani. Es va reunir amb oficials de Skull & Bones i l'advocat del grup, Endicott P. Davidson, va negar que el grup tingués el crani, i va dir que el llibre de registre de 1918 que diu el contrari era un engany. El grup va oferir a Anderson una caixa de vidre que contenia el que semblava ser el crani d'un nen, però Anderson el va rebutjar. El 2006, Marc Wortman va descobrir una carta de 1918 del membre de Skull & Bones Winter Mead a F. Trubee Davison, que reivindicava el robatori:
| « | El crani del digne Gerónimo el Terrible, exhumat de la seva tomba a fort Sill pel seu club... ara està fora de perill dins de la tomba, i l'os juntament amb els seus fèmurs ben sans... | » |

La segona "tomba" es refereix a l'edifici de la societat Skull and Bones a la Universitat Yale. Però Mead no era a fort Sill, i el professor d'història de la Cameron University David H. Miller anotà que la tomba de Gerónimo aleshores no estava marcada. La revelació va portar Harlyn Gerónimo de Mescalero (Nou Mèxic) a escriure al president George W. Bush (net de Prescott Bush) sol·licitant la seva ajuda en la devolució de les restes:
| « | D'acord amb les nostres tradicions en les restes d'aquest tipus, sobretot en aquest estat quan va ser profanada la tomba... Han de ser enterrats de nou amb els rituals apropiats... per tornar-li la dignitat i deixar que el seu esperit descansi en pau. | » |

El 2009 Ramsey Clark va presentar una demanda en nom de persones que afirmen descendir de Gerónimo, contra diversos partits, incloent Robert Gates i Skull and Bones, demanant la devolució dels ossos de Gerónimo. Un article de The New York Times afirma que Clark "va reconèixer que no tenia proves sòlides que la història fos certa". Els investigadors, inclosa Kitty Kelley, la biògrafa de la família Bush, i el pseudònim Cecil Adams, diuen que la història no és certa. Un portaveu militar de fort Sill anomenat Adams va dir: "No hi ha evidència que indiqui que els ossos són en qualsevol lloc que no sigui la tomba." Jeff Houser, cap de la tribu apatxe fort Sill d'Oklahoma, afirma que la història és un engany.

## Ús militar

Emblema del 501è regiment d'infanteria paracaigudista

### Paracaigudistes
Gràcies a una pel·lícula de 1939 sobre Gerónimo, els paracaigudistes estatunidencs tradicionalment criden "Gerónimo!" per demostrar que no tenen por de saltar d'un avió. Altres tradicions basades en els nadius americans també van ser adoptades en la Segona Guerra mundial, com el tall de pèl mohawk, la pintura de la cara i les llances en els emblemes de la unitat.

### Nom en clau
L'exèrcit dels Estats Units va utilitzar el criptònim Gerónimo per a Ossama bin Laden en el projecte militar d'assassinar el líder d'al-Qaida Ossama bin Laden el 2011; però el seu ús va indignar alguns nadius americans. Es va informar posteriorment que es canvià el criptònim pel d'Operació llança de Neptú.
Harlyn Gerónimo, besnet de Gerónimo, va dir a la Comissió d'afers indis del senat:
| « | L'ús de "Gerónimo" [en la incursió que va matar Bin Laden] o bé era un insult indignant o un error. I està clar a partir dels registres militars alliberats que el nom de Gerónimo va ser utilitzat de vegades per personal militar involucrat, tant per a l'operació militar com per a designar el mateix Ossama bin Laden. | » |

## En cultura popular
En la sèrie de la USPS "Legends of the West", el 18 d'octubre de 1994 va ser emès un segell de 29¢ mostrant Gerónimo.
Gerónimo ha aparegut en nombroses pel·lícules i sèries de televisió sobre el sud-oest dels Estats Units. Michael Carr va fer de "jove Gerónimo" en l'episodi de 1959 "Wyatt Wins One" de la sèrie western d'ABC /Desilu The Life and Legend of Wyatt Earp, amb Hugh O'Brian en el paper protagonista. En la història, Earp es fa amic de Gerónimo quan l'apatxe és acusat falsament de robatori de bestiar per Newman Haynes Clanton, cap de la quadrilla de Clanton.
Geronimo: An American Legend és una pel·lícula de 1993, dirigida per Walter Hill a partir d'un guió de John Milius i protagonitzada per Wes Studi com a Gerónimo.
El 1962, Chuck Connors, sense deixar de fer els episodis de l'ABC The Rifleman, va obtenir el paper principal de la pel·lícula Gerónimo.